# Овсень (міфологія)
Овсень(Овсінь, Авсень, Говсень, Таусень, Тоусень, Баусень, Баусім, Усень) — різдвяний персонаж слов'янської міфології, який приходив на Різдво з щедрими дарами, готував доріжку й святковий стіл Різдву.

## Зовнішній вигляд
У деяких переказах та колядках Овсень це вершник, який може приймати вигляд козла.

## В обрядовості
Святочний (новорічний) козел символ відроджуваного весняного сонця, подателя родючості. Його водили по селу на святки, як у давні часи греки водили козла, вшановуючи Діоніса. Пізніше у слов'ян живу козу замінили на одного із посипальників (колядників), його рядили козою.

## У фольклорі
Овсень, як співається в різдвяних піснях, ходить, гуляє у веселих теремах:
```
    
...Їхали бояри,

    Та й сосну зрубали,
    Дощечки пиляли.
    Ой, Овсень! Ой, Овсень!
    Місточок мостили,
    Сукном укривала,
    Цвяхами прибивали.
    Ой, Овсень! Ой, Овсень!
    Кому ж, кому іхати
    По тому місточку? -
    Їхати там Овсеню
    Та Новому рочку!
    Ой, Овсень! Ой, Овсень!
[
1
]

        (Українська народна пісня)
```

## Символіка
Вважається, що Овсень символізує щедру минулу осінь, пору достатку й багатства, яка подає дари на святковий стіл. Деякі дослідники припускаються того, що Овсінь - Юсінь - просинець. Так звався перший місяць року. Тобто, він символізував початок нового сонячного циклу. А його плоди, достаток і багатство - жертвоприношення з метою задобрити Новий Рік. Козел  - символ родючості. В українській колядці:
```
    
...Де коза туп-туп,

    Там жита сім куп,
    Де коза хвостом,
    Там жито кустом.
[
2
]
```

## Паралелі в інших міфологіях
Різдвяного тура і різдвяного козла використовували у схожих обрядах. Вожаки заводили в дім тварину та примушували кланятися господареві, вітати його. В основі Овсеня, як і Тура, виразника весняної родючості, лежить сонячна природа. Там, де овес одна з найпоширеніших культур, колядники в більшості розсипають вівсяні зерна в хатах, мабуть тому в народних піснях Авсень став Овсенем; форма цієї назви має аналогію з іменем польового житнього духа - білоруського Жиценя. Овсень ніби має значення "вівсяного духа", так як і Жицень - дух житній. Але у новітній народній уяві Овсень дух сонячного божества. У деяких колядках він виїздить на свині. Свиня, кабан - символ сонця. Святий Василь, що замінив Овсена в колядках, вважається у народі покровителем свиней.

## Дивись також
- Овсень

## Виноски
1. ↑  Ой, Овсень!. Портал присвячений розвитку української культури, Рідної Віри (укр.). Архів оригіналу за 18 травня 2022. Процитовано 20 жовтня 2018.
2. ↑  НАШЕ (тексти пісень) - Різдвяна гра. nashe.com.ua. Процитовано 20 жовтня 2018.
3. ↑  Кононенко, Олексій. "Українська міфологія. Божества і духи" (Українською) .